# Wenham
Wenham är en kommun (town) i Essex County i delstaten  Massachusetts, USA. Vid folkräkningen år 2000 bodde 4 440 personer på orten. Den har enligt United States Census Bureau en area på totalt 21,0 km² varav 1,0 km² är vatten.

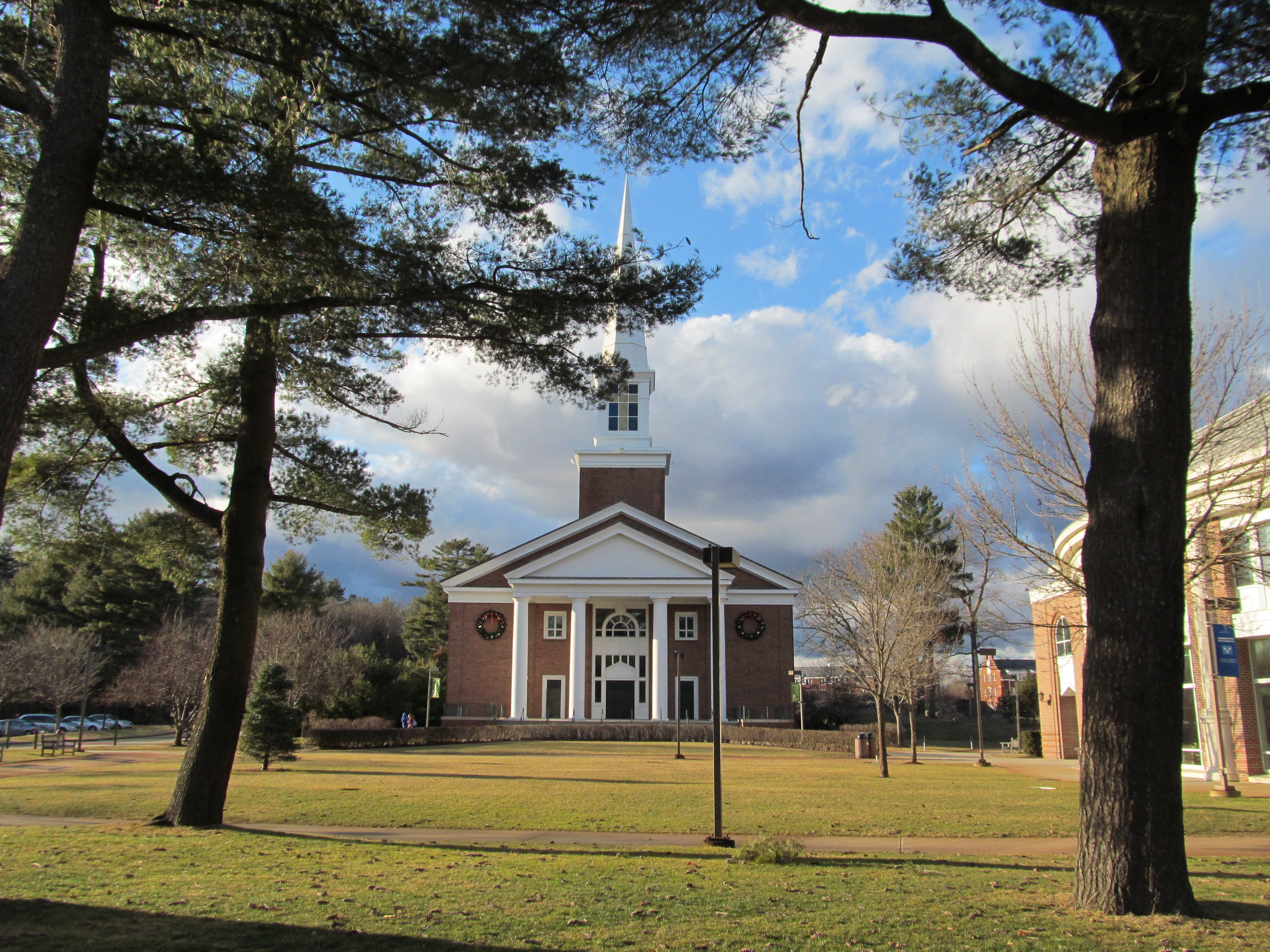